# Emmy Putzinger
Emmy Putzinger (née le 8 février 1921, morte en 2001) est une patineuse artistique autrichienne.

## Biographie

### Carrière sportive
Puzinger est championne d'Autriche de patinage artistique féminin de 1936 à 1939. Elle participe à quatre championnats d'Europe entre 1935 et 1939. Elle remporte la médaille de bronze en 1937 et 1938. Elle participe aux championnats du monde de 1936 à 1939. Son meilleur résultat est la quatrième place en 1936 à Paris. Aux Jeux olympiques d'hiver de 1936 à Garmisch-Partenkirchen, elle prend la 7e place.

### Reconversion
Emmy Puzinger fait partie de l'ensemble de la revue sur glace Karl Schäfer et double Olly Holzmann (de) dans les scènes de glace plus difficiles du film Rêve blanc. Elle est l'une des plus grandes stars de la Wiener Eisrevue (de)  (issue de la Karl-Schäfer-Eisrevue immédiatement après la Seconde Guerre mondiale) jusqu'à sa vente à Holiday on Ice en 1971. En tant que patineuse artistique, elle apparaît dans de nombreux films de revues d'après-guerre, par exemple Frühling auf dem Eis et Traumrevue (de). Elle forme un duo avec Fernand Leemans (de) face au couple Eva Pawlik et Rudi Seeliger (de).

## Palmarès
| Compétition                                                        | 1935 | 1936 | 1937 | 1938 | 1939 | 1940 |
| Jeux olympiques d'hiver                                            |      | 7e   |      |      |      | JA   |
| Championnats du monde                                              |      | 4e   | 5e   | F    | 6e   | CA   |
| Championnats d’Europe                                              | 13e  |      | 3e   | 3e   | 5e   | CA   |
| Championnats d'Autriche                                            |      | 1re  | 1re  | 1re  | 1re  | 2e   |
| Légende : JA = Jeux olympiques annulés ; CA = Championnats annulés |      |      |      |      |      |      |